# Nikolaj Rerikh
Nikolaj Konstantinovitj Rerikh (russisk: Никола́й Константи́нович Ре́рих, tr. Nikoláj Konstantínovitj Rérikh; også kendt som Nicholas K. Roerich; født 9. oktober 1874 i Sankt Petersborg, Det Russiske Kejserrige, død 13. december 1947 i landsbyen Naggar, Himachal Pradesh, Indien) var en russisk kunstmaler, videnskabsmand og opdagelsesrejsende, søn af Konstantin Fjodorovitj Roerich, af svensk/lettisk slægt og Marija Vasiljevna Kalasjnikova.
Roerich tog juraeksamen ved Sankt Petersborgs universitet i 1898 og uddannede sig til maler ved Det kejserlige kunstakademi sammesteds. I 1900 var han i Paris for første gang og blev elev hos bl.a. Fernand Cormon. Hans kunst fra denne periode regnes normalt som Nordisk Modernisme.
I 1901 giftede han sig med Jelena Ivanovna Sjaposjnikova med hvem han fik sønnerne Jurij Roerich (1902), senere kendt filolog og tibetolog, og Svjatoslav Roerich (1904), der blev kunstmaler.
1906 blev han leder for den private kunstskole i Sankt Petersborg, som han gennemreformerede.
I begyndelse af 1900-tallet blev han mest kendt for sine teateropsætninger, mest berømt Le sacre du printemps (1913). Det bedst kendte maleri fra perioden er Himlenes Kamp (1912), der var et forvarsel om 1. verdenskrig.[kilde mangler]
Under den Russiske Revolution boede han i Finland, og omkring 1920 kom han til USA, som han gennemrejste med staffeli og udstillinger. I 1921 grundlagde han Master Institute of United Arts i New York. I 1924 åbnedes det første Roerichmuseum sammesteds, og fra 1925 til 1928 gennemførte han sammen med familien den Store centralasiatiske Ekspedition, der var tæt på at ende i en katastrofe i Tibet vinteren 1927-1928.
I 1935 blev hans Roerich Pagt undertegnet, om bevaringen af verdens store kulturskatte, i dag UNESCO's Verdensarvsliste.
I perioden fra 1929 til 1947 boede han i Kullu i Indien, hvor han og familien grundlagde et Urushvaty, et internationalt forskningscenter, der blandt andet arbejdede med det materiale, som var indsamlet under ekspeditionerne i Indien og Centralasien som fortsatte i 1930'erne.
Roerich døde i hjemmet i Kullu 1947. Han efterlod sig ca. 7.000 malerier, tegninger og teaterdekorationer, omkring tredive bøger, og et utal af breve og artikler. Hans sidste, interessanteste og sværest fortolkede værk er Den skjulte Skat (1947).[kilde mangler]